# Liste des longs métrages italiens proposés à l'Oscar du meilleur film international
Cet article présente la liste des longs métrages italiens proposés à l'Oscar du meilleur film international.
L'Oscar du meilleur film étranger est créé en 1949, lors de la 21e cérémonie des Oscars, sous la forme d'un prix d'honneur remis hors compétition. Depuis la 29e cérémonie en 1957, chaque pays propose un film, en compétition avec les propositions des autres pays.
L'Italie a proposé 64 films pour concourir dans cette catégorie. Parmi eux, 29 ont obtenu des nominations aux Oscars dont onze ont remporté le prix. L'Italie est le pays avec le plus grand nombre de longs métrages gagnants.

## Films proposés par l'Italie
| Année (Cérémonie) | Titre français                                                         | Titre original                                        | Réalisateur                              | Résultat                   |
| ----------------- | ---------------------------------------------------------------------- | ----------------------------------------------------- | ---------------------------------------- | -------------------------- |
| 1948 (20e)        | Sciuscià                                                               |                                                       | Vittorio De Sica                         | Remporte le Prix d'Honneur |
| 1950 (22e)        | Le Voleur de bicyclette                                                | Ladri di biciclette                                   | Vittorio De Sica                         | Remporte le Prix d'Honneur |
| 1951 (23e)        | Au-delà des grilles                                                    | Le mura di Malapaga                                   | René Clément                             | Remporte le Prix d'Honneur |
| 1957 (29e)        | La strada                                                              |                                                       | Federico Fellini                         | Remporte l'Oscar           |
| 1958 (30e)        | Les Nuits de Cabiria                                                   | Le notti di Cabiria                                   | Federico Fellini                         | Remporte l'Oscar           |
| 1959 (31e)        | Le Pigeon                                                              | I soliti ignoti                                       | Mario Monicelli                          | Nommé                      |
| 1960 (32e)        | La Grande Guerre                                                       | La grande guerra                                      | Mario Monicelli                          | Nommé                      |
| 1961 (33e)        | Kapò                                                                   |                                                       | Gillo Pontecorvo                         | Nommé                      |
| 1962 (34e)        | La Nuit                                                                | La notte                                              | Michelangelo Antonioni                   | Non nommé                  |
| 1963 (35e)        | La Bataille de Naples                                                  | Le quattro giornate di Napoli                         | Nanni Loy                                | Nommé                      |
| 1964 (36e)        | Huit et demi                                                           | Otto e mezzo                                          | Federico Fellini                         | Remporte l'Oscar           |
| 1965 (37e)        | Hier, aujourd'hui et demain                                            | Ieri, oggi, domani                                    | Vittorio De Sica                         | Remporte l'Oscar           |
| 1966 (38e)        | Mariage à l'italienne                                                  | Matrimonio all'Italiana                               | Vittorio De Sica                         | Nommé                      |
| 1967 (39e)        | La Bataille d'Alger                                                    | La battaglia di Algeri                                | Gillo Pontecorvo                         | Nommé                      |
| 1968 (40e)        | La Chine est proche                                                    | La Cina è vicina                                      | Marco Bellocchio                         | Non nommé                  |
| 1969 (41e)        | La Fille au pistolet                                                   | La ragazza con la pistola                             | Mario Monicelli                          | Nommé                      |
| 1970 (42e)        | Satyricon                                                              | Fellini Satyricon                                     | Federico Fellini                         | Non nommé                  |
| 1971 (43e)        | Enquête sur un citoyen au-dessus de tout soupçon                       | Indagine su un cittadino al di sopra di ogni sospetto | Elio Petri                               | Remporte l'Oscar           |
| 1972 (44e)        | Le Jardin des Finzi-Contini                                            | Il giardino dei Finzi-Contini                         | Vittorio De Sica                         | Remporte l'Oscar           |
| 1973 (45e)        | Fellini Roma                                                           | Roma                                                  | Federico Fellini                         | Non nommé                  |
| 1975 (47e)        | Amarcord                                                               |                                                       | Federico Fellini                         | Remporte l'Oscar           |
| 1976 (48e)        | Parfum de femme                                                        | Profumo di donna                                      | Dino Risi                                | Nommé                      |
| 1977 (49e)        | Pasqualino                                                             | Pasqualino Settebellezze                              | Lina Wertmüller                          | Nommé                      |
| 1978 (50e)        | Une journée particulière                                               | Una giornata particolare                              | Ettore Scola                             | Nommé                      |
| 1979 (51e)        | Les Nouveaux Monstres                                                  | I nuovi mostri                                        | Mario Monicelli, Dino Risi, Ettore Scola | Nommé                      |
| 1980 (52e)        | Oublier Venise                                                         | Dimenticare Venezia                                   | Franco Brusati                           | Nommé                      |
| 1982 (54e)        | Trois Frères                                                           | Tre fratelli                                          | Francesco Rosi                           | Nommé                      |
| 1983 (55e)        | La Nuit de San Lorenzo                                                 | La notte di San Lorenzo                               | Paolo et Vittorio Taviani                | Non nommé                  |
| 1984 (56e)        | Et vogue le navire…                                                    | E la nave va                                          | Federico Fellini                         | Non nommé                  |
| 1985 (57e)        | Mi manda Picone                                                        |                                                       | Nanni Loy                                | Non nommé                  |
| 1986 (58e)        | Macaroni                                                               | Maccheroni                                            | Ettore Scola                             | Non nommé                  |
| 1987 (59e)        | Notte d'estate con profilo greco, occhi a mandorla e odore di basilico |                                                       | Lina Wertmüller                          | Non nommé                  |
| 1988 (60e)        | La Famille                                                             | La famiglia                                           | Ettore Scola                             | Nommé                      |
| 1989 (61e)        | La Légende du saint buveur                                             | La leggenda del santo bevitore                        | Ermanno Olmi                             | Non nommé                  |
| 1990 (62e)        | Cinema Paradiso                                                        | Nuovo Cinema Paradiso                                 | Giuseppe Tornatore                       | Remporte l'Oscar           |
| 1991 (63e)        | Portes ouvertes                                                        | Porte aperte                                          | Gianni Amelio                            | Nommé                      |
| 1992 (64e)        | Mediterraneo                                                           |                                                       | Gabriele Salvatores                      | Remporte l'Oscar           |
| 1993 (65e)        | Les Enfants volés                                                      | Il ladro di bambini                                   | Gianni Amelio                            | Non nommé                  |
| 1994 (66e)        | La Grande Citrouille                                                   | Il grande cocomero                                    | Francesca Archibugi                      | Non nommé                  |
| 1995 (67e)        | Lamerica                                                               |                                                       | Gianni Amelio                            | Non nommé                  |
| 1996 (68e)        | Marchand de rêves                                                      | L'uomo delle stelle                                   | Giuseppe Tornatore                       | Nommé                      |
| 1997 (69e)        | La mia generazione                                                     |                                                       | Wilma Labate                             | Non nommé                  |
| 1998 (70e)        | Le Témoin du marié                                                     | Il testimone dello sposo                              | Pupi Avati                               | Non nommé                  |
| 1999 (71e)        | La vie est belle                                                       | La vita è bella                                       | Roberto Benigni                          | Remporte l'Oscar           |
| 2000 (72e)        | Hors du monde                                                          | Fuori dal mondo                                       | Giuseppe Piccioni                        | Non nommé                  |
| 2001 (73e)        | Les Cent Pas                                                           | I cento passi                                         | Marco Tullio Giordana                    | Non nommé                  |
| 2002 (74e)        | La Chambre du fils                                                     | La stanza del figlio                                  | Nanni Moretti                            | Non nommé                  |
| 2003 (75e)        | Pinocchio                                                              |                                                       | Roberto Benigni                          | Non nommé                  |
| 2004 (76e)        | L'Été où j'ai grandi                                                   | Io non ho paura                                       | Gabriele Salvatores                      | Non nommé                  |
| 2005 (77e)        | Les Clefs de la maison                                                 | Le chiavi di casa                                     | Gianni Amelio                            | Non nommé                  |
| 2006 (78e)        | La Bête dans le cœur                                                   | La bestia nel cuore                                   | Cristina Comencini                       | Nommé                      |
| 2007 (79e)        | Golden Door                                                            | Nuovomondo                                            | Emanuele Crialese                        | Non nommé                  |
| 2008 (80e)        | L'Inconnue                                                             | La sconosciuta                                        | Giuseppe Tornatore                       | Élu en première phase      |
| 2009 (81e)        | Gomorra                                                                |                                                       | Matteo Garrone                           | Non nommé                  |
| 2010 (82e)        | Baarìa                                                                 |                                                       | Giuseppe Tornatore                       | Non nommé                  |
| 2011 (83e)        | La prima cosa bella                                                    |                                                       | Paolo Virzì                              | Non nommé                  |
| 2012 (84e)        | Terraferma                                                             |                                                       | Emanuele Crialese                        | Non nommé                  |
| 2013 (85e)        | César doit mourir                                                      | Cesare deve morire                                    | Paolo et Vittorio Taviani                | Non nommé                  |
| 2014 (86e)        | La grande bellezza                                                     | La grande bellezza                                    | Paolo Sorrentino                         | Remporte l'Oscar           |
| 2015 (87e)        | Les Opportunistes                                                      | Il capitale umano                                     | Paolo Virzì                              | Non nommé                  |
| 2016 (88e)        | Mauvaise Graine                                                        | Non essere cattivo                                    | Claudio Caligari                         | Non nommé                  |
| 2017 (89e)        | Fuocoammare                                                            |                                                       | Gianfranco Rosi                          | Non nommé                  |
| 2018 (90e)        | A Ciambra                                                              |                                                       | Jonas Carpignano                         | Non nommé                  |
| 2019 (91e)        | Dogman                                                                 |                                                       | Matteo Garrone                           | Non nommé                  |
| 2020 (92e)        | Le Traître                                                             | Il traditore                                          | Marco Bellocchio                         | Non nommé                  |
| 2021 (93e)        | Notturno                                                               |                                                       | Gianfranco Rosi                          | Non nommé                  |
| 2022 (94e)        | La Main de Dieu                                                        | È stata la mano di Dio                                | Paolo Sorrentino                         | Nommé                      |
| 2023 (95e)        | Nostalgia                                                              |                                                       | Mario Martone                            | Non nommé                  |
| 2024 (96e)        | Moi, capitaine                                                         | Io capitano                                           | Matteo Garrone                           | Nommé                      |
| 2025 (97e)        | Vermiglio ou La Mariée des montagnes                                   | Vermiglio                                             | Maura Delpero                            | Non nommé                  |